# 屈里约
屈里约（法語：Cuirieux，法語發音：[kɥiʁjø]）是法国上法蘭西大區埃纳省的一个市镇，属于拉昂区。

## 地理
屈里约（49°40'51"N, 3°48'53"E）面积6.46 平方千米，位于法国上法蘭西大區埃纳省，该省份为法国北部内陆省份，北起北部省，西接索姆省和瓦兹省，东临阿登省和马恩省，西南至塞纳-马恩省，东北部与比利时接壤。
与屈里约接壤的市镇（或旧市镇、城区）包括：欧特勒芒库尔、古德朗库尔-莱皮埃尔蓬、马什库尔、拉讷维尔-博斯蒙、韦勒和科蒙。

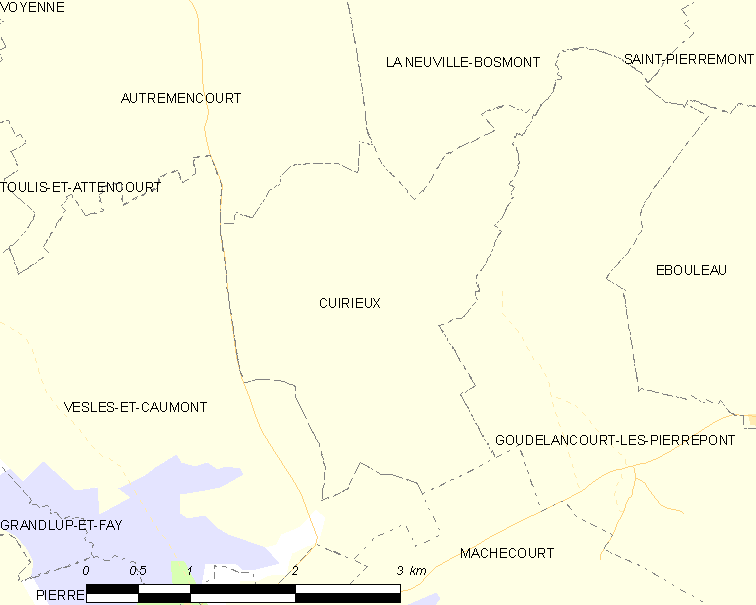
屈里约的OSM定位图

屈里约的时区为UTC+01:00、UTC+02:00（夏令时）。

## 行政
屈里约的邮政编码为02350，INSEE市镇编码为02248。

## 政治
屈里约所属的省级选区为马尔勒县。

## 人口

1962-2008年间屈里约人口变化图示

屈里约于2022年1月1日时的人口数量为154人。